# Ондер, Фазиль
Фазиль Ондер (тур. Fazıl Önder; 1926—1958) — кипрско-турецкий журналист, который боролся за мир между общинами на Кипре.

## Биография
Фазиль Ондер родился в Оморфите, Никосия, в 1926 году. Он окончил начальную школу, но из-за нехватки средств не смог продолжить обучение в средней школе. После этого, вместе со своим братом Джемалем, он отправился в качестве ученика в мастерскую по производству седел. После завершения обучения он вместе с партнёром основал собственную мастерскую по изготовлению седел.
С 1949 года он записывался в различные профсоюзы, включая Всекипрскую федерацию труда. В 1951 году он начал работать в Клубе турецкой литературы. Эту организацию создал юрист с британским образованием Айхан Хикмет, туда также вошли Ахмет Малё, Дервиш Али Кавазоглу, Мехмет Эдисоглу и Ондер. Целью организации было обучение её членов политике, экономике и идеологии, а также для поощрения распространения социализма, в том числе за пределы организации. Организация также служила центром, где люди могли слушать радиопередачи Московского радио, где тогда жил в изгнании из родной Турции Назым Хикмет.
В конце концов Ондер основал издание под названием İnkılâpçı (рус. Революционный). Он был назначен редактором, а Ахмет Сади и Кавазоглу стали обозревателями газеты. İnkılâpçı публиковал статьи, ориентированные на кипрский рабочий класс, и пропагандировал единство греков и турок-киприотов, однако после своего 15-го выпуска он был закрыт; публикация была признана угрозой британскому колониальному правлению. Ондер также участвовал в создании Педагогической академии и Сельскохозяйственной школы на Кипре.

### Убийство
24 мая 1958 года Ондер был убит членами Турецкой организации обороны. Считается, что приказ об убийстве поступил из-за угрозы в виде его социалистических взглядов, а также из-за его позиции против разделения и поддержки идеи единого Кипра.
Сообщалось, что в Ондера стреляли. Выстрел не был смертельным, а смертельный удар был нанесён, когда Ондер попытался одолеть одного из нападавших; второй член группы ударил его ножом в спину во время боя. Его жене Зехре и дочери Айше не разрешили присутствовать на его похоронах; только его сестре и двум другим родственникам разрешили прийти. Его родственники до сих пор не могут подтвердить, действительно ли в гробу лежало именно тело Ондера.